# Eduard Šubrt
Eduard Šubrt (18. února 1868 Pohledští Dvořáci – 9. července 1926 Smokovec) byl rakouský a český lékař a politik, na počátku 20. století poslanec Českého zemského sněmu a Říšské rady; starosta Německého Brodu.

## Biografie
Vystudoval gymnázium v Německém Brodě a medicínu na Univerzitě Karlově v Praze, kde roku 1892 získal titul doktora lékařství. Na praxi působil na interní klinice. Byl pak lékařem nemocenské pokladny v Německém Brodě. Byl prvním sekundářem okresní nemocnice, později obvodním a železničním lékařem.

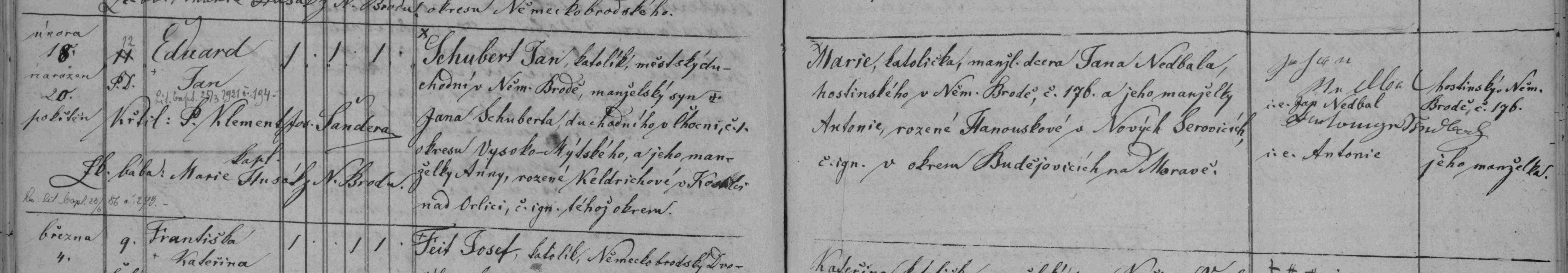
Zápis o narození Eduarda Šubrta (SOA Zámrsk, Matrika narozených farnost Německý Brod pro obec Pohledští Dvořáci.)

Angažoval se i veřejně a politicky. Od roku 1893 zasedal v obecním zastupitelstvu, od roku 1903 jako náměstek starosty a v letech 1903–1918 zastával úřad starosty Německého Brodu. Zasloužil se o industrializaci Brodu. Ve funkci využíval své politické kontakty. Inicioval vznik městské plynárny, sokolovny, obchodní školy, nové budovy obecné školy, gymnázia a poštovního úřadu. Díky jeho aktivitám rovněž v Brodu vyrostl zemský ústav pro choromyslné. Za světové války se zasazoval o nerušené zásobování města, sám zastupoval primáře nemocnice a řídil tři filiální vojenské nemocnice.
Na počátku století se zapojil i do zemské a celostátní politiky. V doplňovacích volbách roku 1906 byl zvolen do Českého zemského sněmu v kurii městské, obvod Německý Brod, Polná, Humpolec. Mandát za týž obvod obhájil i v řádných volbách v roce 1908. Politicky se uvádí coby člen mladočeské strany. Kvůli obstrukcím se ovšem sněm po roce 1908 fakticky nescházel.
Ve volbách do Říšské rady roku 1911 se stal i poslancem Říšské rady (celostátní parlament), kde reprezentoval obvod Čechy 33. Usedl do poslanecké frakce Český klub. Na sněmu i na Říšské radě se zaměřoval na samosprávné a zdravotnické otázky. Publikoval studie na zdravotnická témata.
Během října 1918 předsedal místnímu národnímu výboru. V listopadu 1918 se stal zdravotním referentem a posléze byl povýšen na odborového přednostu na ministerstvu železnic. Podílel se na organizování zdravotnictví na československých železnicích, zejména na Slovensku.
Zemřel v červenci 1926 po dlouhé těžké nemoci v tatranském Smokovci v sanatoriu dr. Szontágha.